# Virus dơi
Virus dơi là bất kỳ virus nào có động vật chứa virus chính là bất kỳ loài dơi nào. Các loài virut bao gồm các loài coronavirus, orthohantavirus, lyssavirus, virus SARS, virus dại, virus nipah, virus lassa, Henipavirus, virus Ebola Zaire và virus Marburg. Virus dơi là một trong những loại virus quan trọng nhất trong số các virus mới nổi.

## Truyền nhiễm
Virus dơi được truyền qua vết cắn của dơi và truyền qua nước bọt, cũng như khí chứa nước bọt, phân và/hoặc nước tiểu của dơi. Giống như virut dại, virut dơi mới nổi có thể được truyền sang người trực tiếp từ dơi. Chúng bao gồm virus Ebola, SARS và coronavirus hội chứng hô hấp Trung Quốc.
Nếu không được nhận ra và không được điều trị, khoảng cách giữa việc truyền các chủng virus dại cho đến khi bệnh biểu hiện ở các nạn nhân, thay đổi từ vài giờ đến nhiều năm. Hầu hết các nạn nhân đều không biết mình đã bị dơi cắn hoặc tiếp xúc với dịch tiết của dơi. Điều này có thể là do thiếu nhận thức về sự hiện diện của dơi trong cùng một không gian, chẳng hạn như khi ngủ, không cảm thấy vết cắn nếu nhận thấy sự hiện diện của dơi và/hoặc tiếp xúc với nước bọt của dơi, nước tiểu và/hoặc phân trong kín môi trường. Chúng bao gồm các hang động và không gian sống của con người như gác mái, tầng hầm, chuồng trại và nhà kho.

## Dơi dễ bị nhiễm virus
Người ta tin rằng thói quen dơi, chu kỳ sinh sản, di cư, ngủ đông, tạo ra sự nhạy cảm tự nhiên đối với virus. Ngoài ra, dơi được biết là bị nhiễm virus dai dẳng với tốc độ cao hơn các động vật có vú khác. Điều này được cho là do thời gian bán hủy kháng thể ngắn hơn. Dơi cũng được chứng minh là dễ bị tái nhiễm với cùng loại virus, trong khi các động vật có vú khác, đặc biệt là con người, có xu hướng phát triển khả năng miễn dịch ở các mức độ khác nhau.

## Dơi so với loài gặm nhấm như một động vật chứa virus
Dơi chứa nhiều virut hơn loài gặm nhấm và có khả năng truyền bệnh trên một khu vực địa lý rộng hơn nhờ khả năng bay và các kiểu di cư và gà trống của chúng. Ngoài ra, một số loài dơi nhất định, như dơi nâu, thích gà trống trong không gian gác mái của nhà ở mà chúng thường xâm chiếm không gian trong các phần khác của cấu trúc nhà cửa. Điều này đẩy dơi đến tiếp xúc với con người. Mặt khác, loài gặm nhấm bị giới hạn nhiều hơn ở vị trí địa lý của chúng và tìm nơi trú ẩn theo mùa trong hang và trong nhà ở và các tòa nhà của con người trong khu vực lân cận.

## Virus dơi

### Virus corona
Sự bùng phát của hội chứng hô hấp cấp tính nặng (SARS) năm 2002 và sự bùng phát của hội chứng hô hấp Trung Đông năm 2012 đã được bắt nguồn từ loài dơi. Các coronavirus là các virut ARN sợi đơn, positive với bốn phân loài, Alphacoronavirus, betacoronavirus, gammacoronavirus và deltacoronavirus. Trong số bốn loại này, alphacoroanvirus và betacoronavirus là các phân loài virus lưu trú trên loài dơi.
Trong năm 2020, một thị trường thực phẩm bán động vật hoang dã (gọi tắt là ye wei tiếng Trung: 野味) ở Vũ Hán, Trung Quốc đã khiến bùng phát virus corona 2019-nCoV. Thông qua các phân tích di truyền, các nhà khoa học ban đầu phát hiện ra rằng coronavirus giống với các loại virus thường được tìm thấy ở loài dơi. Các nghiên cứu di truyền sau đó đã phát hiện ra rằng virus có thể đã truyền sang người từ rắn, mà có thể đã nhiễm virus từ dơi trong chợ thực phẩm nơi cả hai loài được bán chung. Tuy nhiên, cũng có những lo ngại từ cộng đồng khoa học về tính hợp lệ của kỹ thuật di truyền đã được sử dụng (định kiến khoa học do sử dụng codon).